# Lampetis nyassica
Lampetis nyassica es una especie de escarabajo del género Lampetis, familia Buprestidae. Fue descrita científicamente por Kerremans en 1899.